# Psalm 55
Der 55. Psalm ist ein biblischer Psalm aus dem zweiten Buch des Psalters. Es handelt sich um einen sogenannten Davidpsalm.

## Inhalt und Einordnung
Der Psalmbeter sieht sich massiven Anfeindungen ausgesetzt und wendet sich an Gott, von dem er als einzigem Hilfe erhofft. In Vers 14f klagt er (ähnlich wie in Psalm 41,10 ) darüber, dass ihn sogar enge Freunde verraten, was ihm noch deutlich mehr zusetzt als die Angriffe seiner Feinden. Er erkennt schließlich, dass nicht, wie es noch in den Versen 7ff. anklang, die Flucht den Ausweg darstellt, sondern allein die Hinwendung zu Gott.
Nach der griechischen Zählung der Septuaginta, die auch von der lateinischen Vulgata verwendet wird, trägt der Psalm die Nummer 54.
Der Psalm weist deutliche Parallelen auf zu Psalm 64.

## Rezeption
Aus der Hand des Nürnberger Täufers und Meistersingers Jörg Schechner (1500–1572) ist eine Nachdichtung überliefert. Ein weiteres Beispiel findet sich in den Wachtendonckschen Psalmen.
Vers 23 findet breite Aufnahme in Georg Neumarks Choral Wer nur den lieben Gott lässt walten, bei Crato Bütner oder wird zitiert in Mendelssohns Elias im Quartett (Wirf dein Anliegen auf den Herrn). Der Vulgatafassung widmet sich Claudin de Sermisys Kontrafaktur Jacta tuam curam super.